# メアリー・フェアチャイルド・ロー
メアリー・フェアチャイルド・ロー（Mary Fairchild Low 、結婚前の名:Mary Louise Fairchild、1度目の結婚後の名: Mary Fairchild MacMonnies、1858年8月11日 - 1946年5月23日）はアメリカ合衆国の画家である。アメリカの印象派の画家が多く集まったフランスのジヴェルニーで活動した画家の一人である。

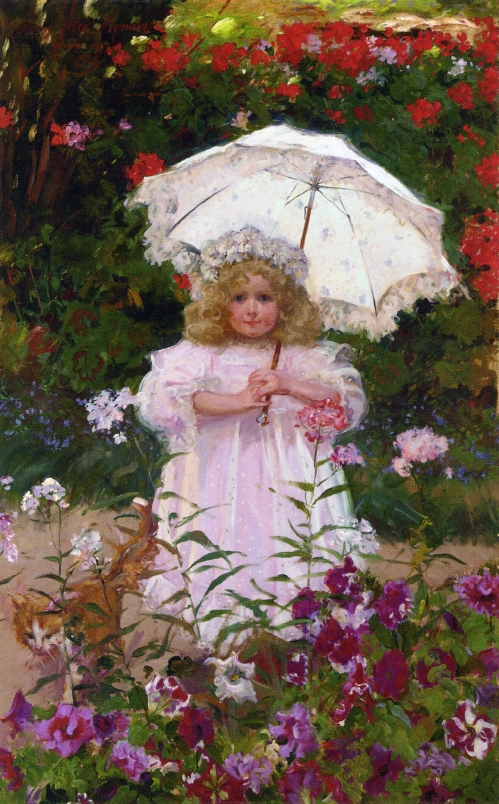
メアリー・フェアチャイルド・ロー作『娘のポートレート』

## 略歴
コネチカット州のニューヘイブンで生まれた。父親は陸軍の通信部隊に務めていたので、しばしば家族と転居をし、1861年からニューオリンズ、1865年からセントルイスに住んだ。少女時代に画家になろうという野心はなく、高校を卒業した後、教師になり5年間教えた。母親がミニアチュール画家で、メアリーの美術的才能に気づいて、美術の訓練を受けることになった。24歳になった1882年からセントルイス・ワシントン大学の美術学校の夜間コースに通い始め、翌年、フルタイムの学生になった。美術学校の校長のハルゼー・アイブス(Halsey Ives)も才能を認め、急速な進歩を見せた。アイブスの支援で1885年に3年間のパリ留学の奨学金を得ることができた。
パリでは私立の美術学校、アカデミー・ジュリアンでトニ・ロベール＝フルーリーに学び、カロリュス＝デュランのスタジオでも学んだ。1886年にサロン・ド・パリに友人の肖像画を出展し、1890年まで毎年サロンに出展した。1895年から国民美術協会展に出展し、1889年のパリ万国博覧会の展覧会に出展し、銅メダルを受賞した。アメリカの展覧会にも作品を送り、1893年のシカゴ万国博覧会の女性館の壁画も描いた。
1887年にパリでアメリカ人彫刻家のフレデリック・ウィリアム・マクマニーズと知り合い、2人で共同生活をした後、1988年に結婚した。この結婚中はメアリー・マクマニーズと名乗り、作品にもそう署名した。1890年にクロード・モネの邸があり、アメリカの芸術家が多く集まっていたジヴェルニーに夫婦で始めて訪れ、1893年にもジヴェルニーで活動し、1895年に住居を構えた。
1897年に娘が生まれ、1899年に息子が生まれたが、息子は2歳で亡くなり、夫は仕事でアメリカで過ごすことが多くなり、夫の女性関係などが原因で夫妻は1909年に離婚した。メアリは1910年に、数か月前に妻を亡くしたアメリカ人画家、ウィル・ヒコック・ローと結婚した。ローと娘とアメリカに戻り、ニューヨーク州のブロンクビルに住んだ。
初期の代表作「サラ・ハロウェルの肖像」はカロリュス＝デュランから影響を受けた伝統的なスタイルの人物画であるが、ジヴェルニーで活動した時代の作品は、そこに集まっていた画家たちと同じように印象派のスタイルの作品を描いた。ウィル・ヒコック・ローと結婚した後の作品は再び伝統的なスタイルに回帰したとされる。

## 作品

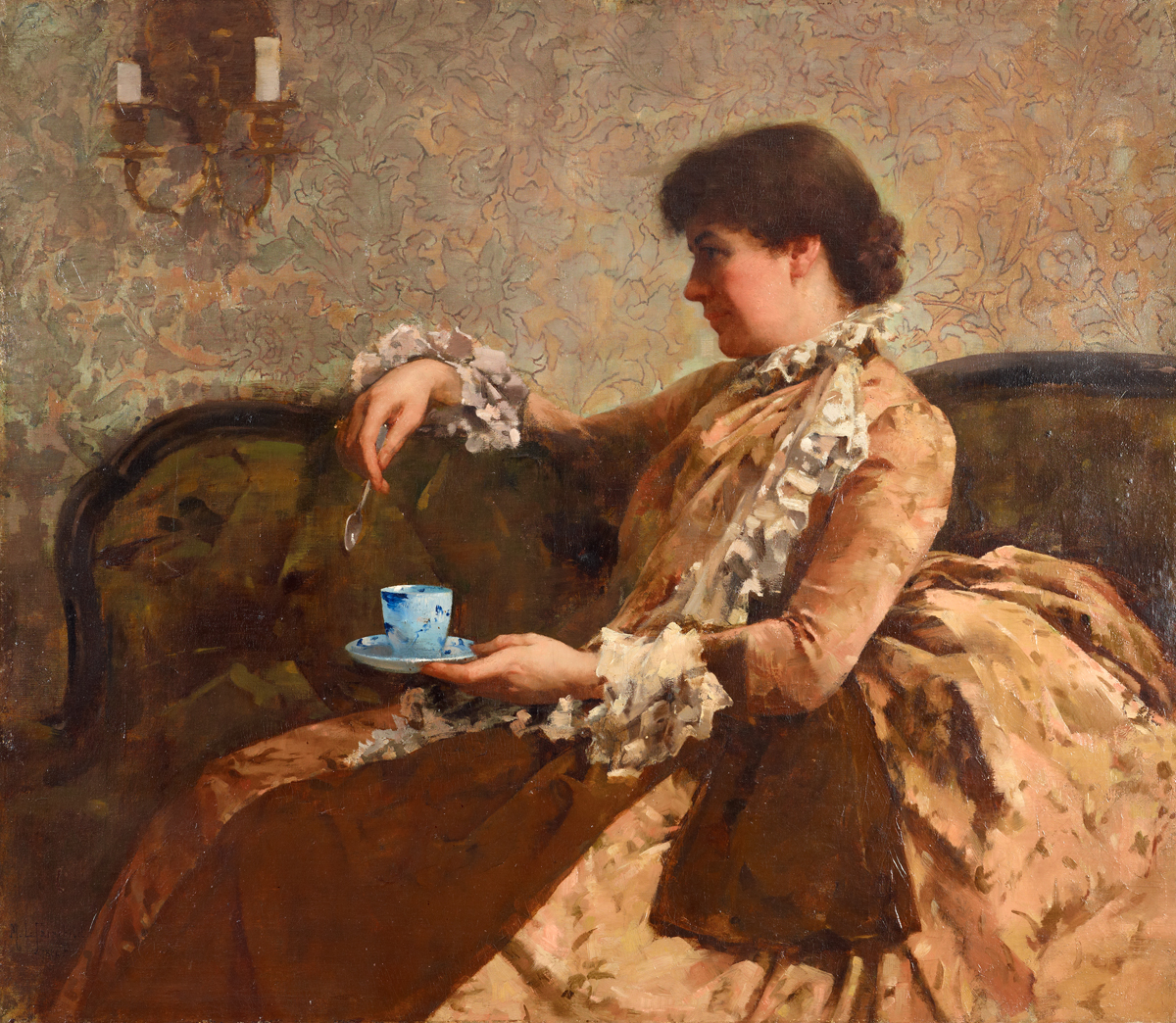
「サラ・ハロウェルの肖像」(1886)
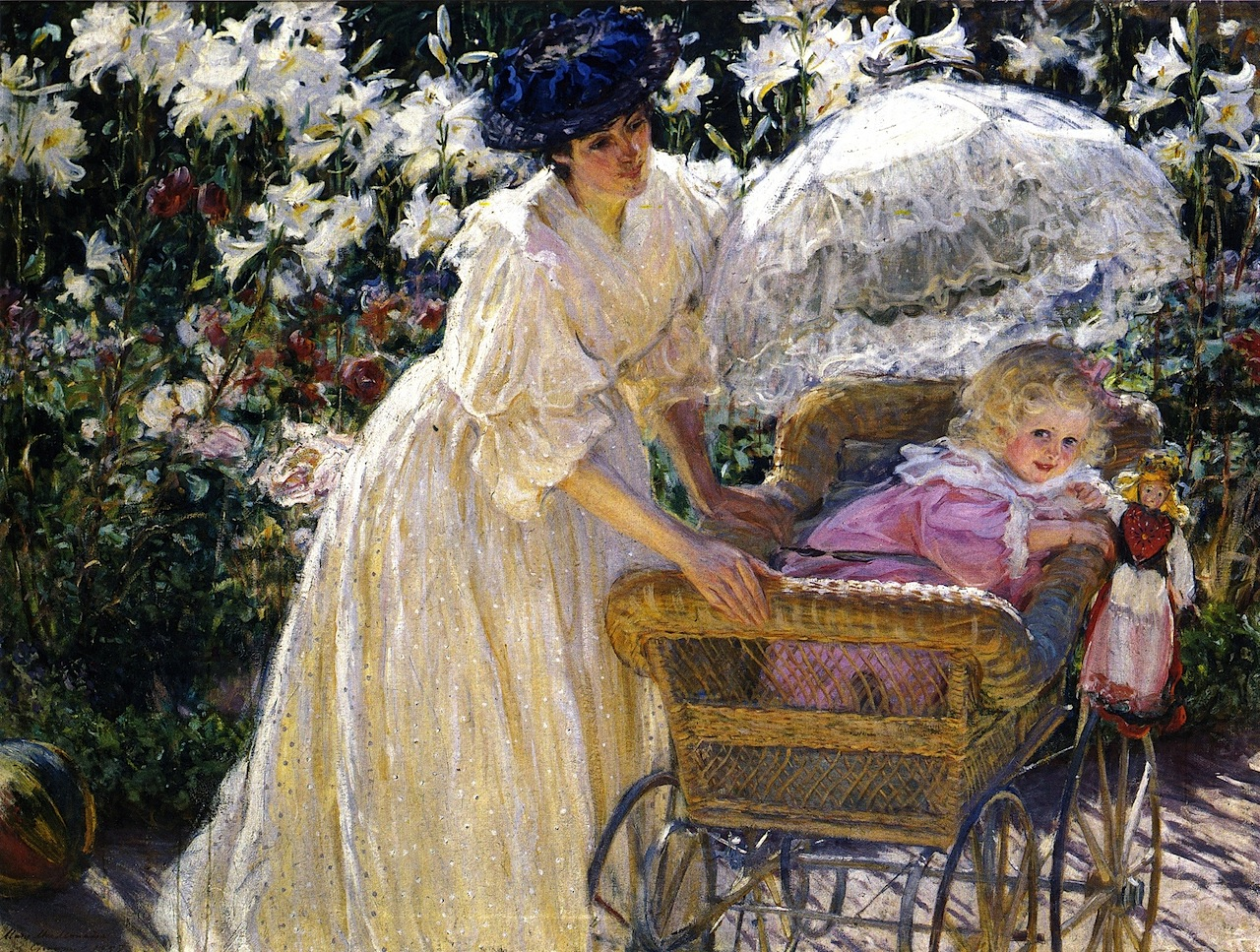
「バラとユリ」(1897)
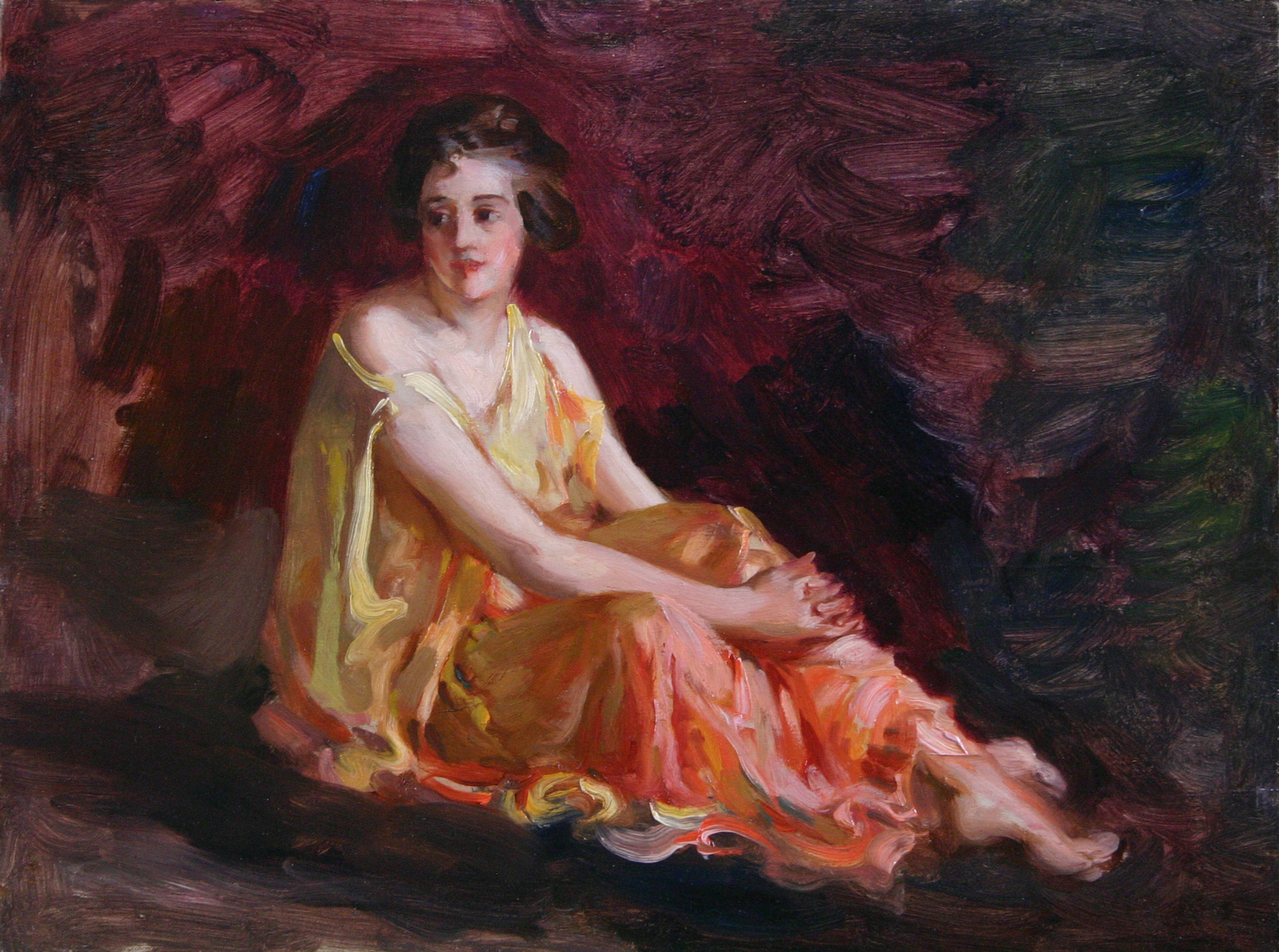
踊り子の休憩
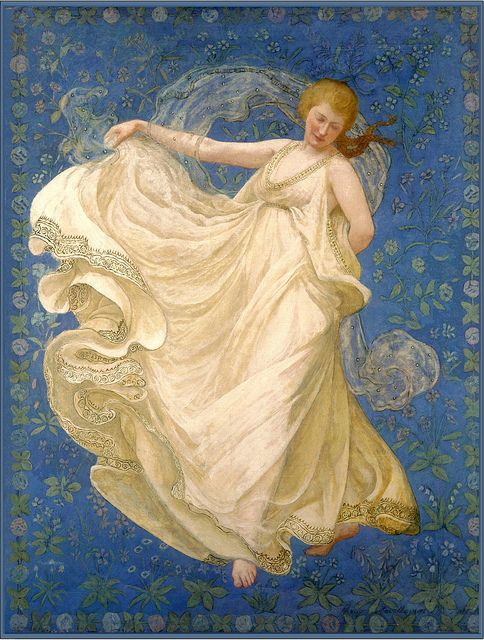
そよ風

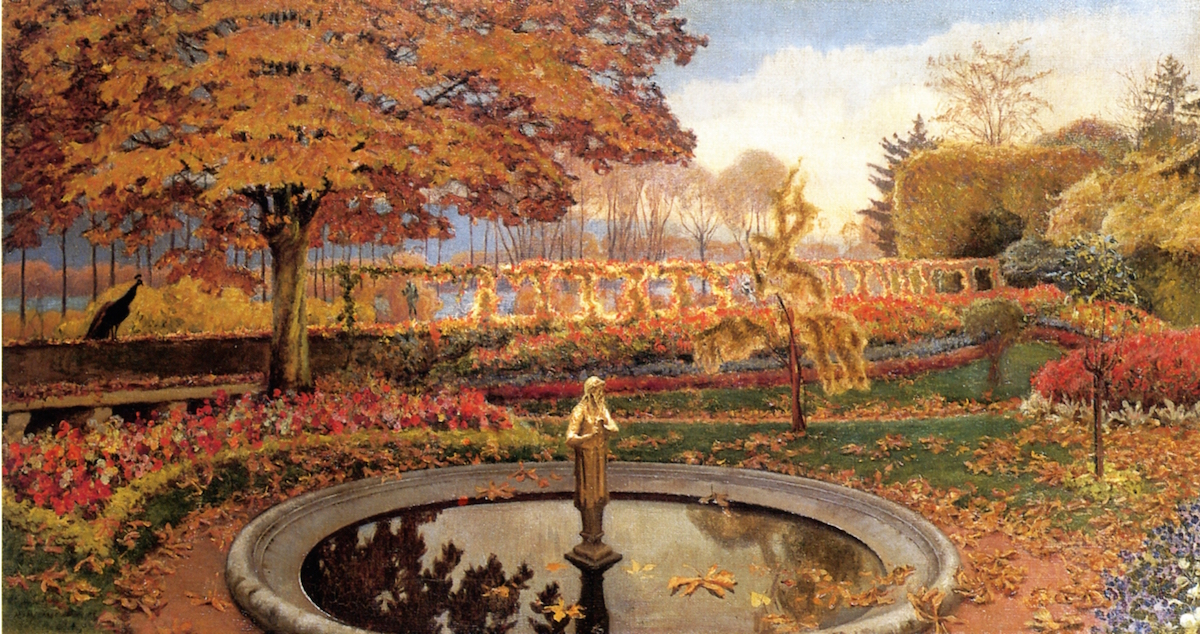
ジヴェルニーの庭園
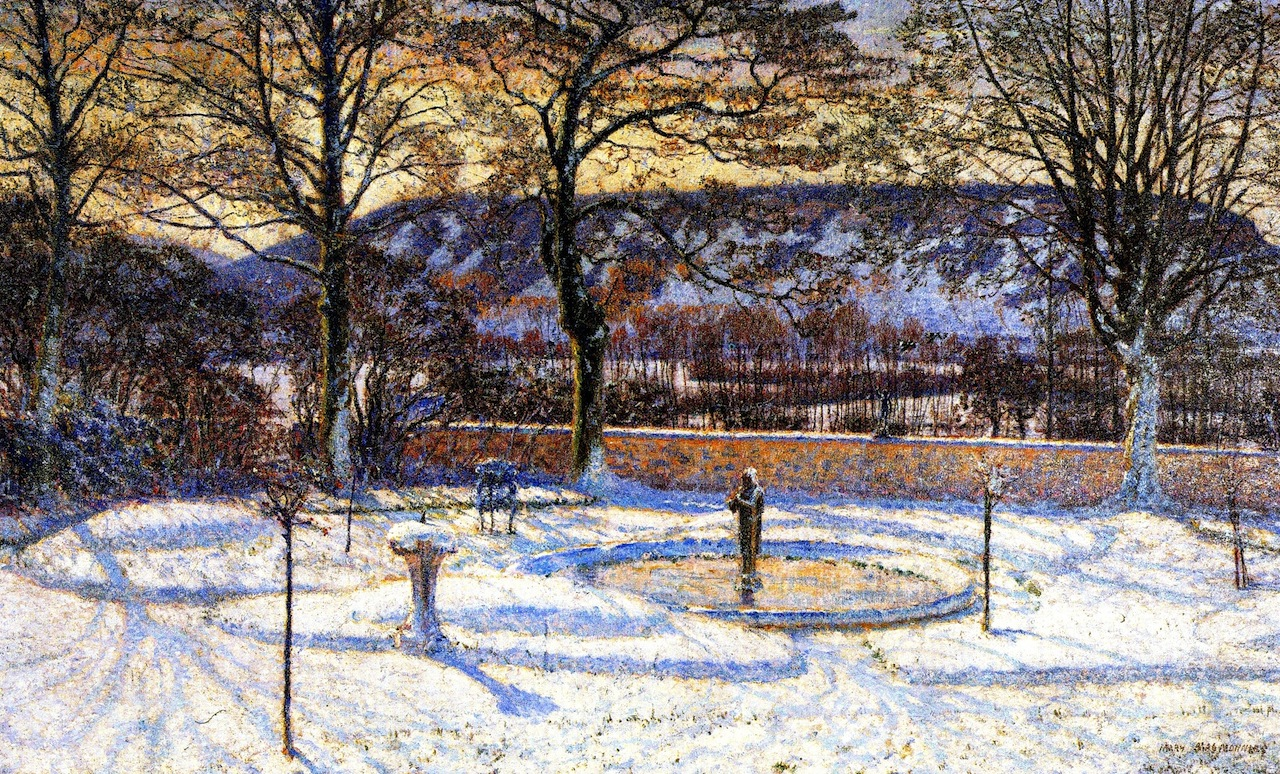
ジヴェルニーの冬の庭園
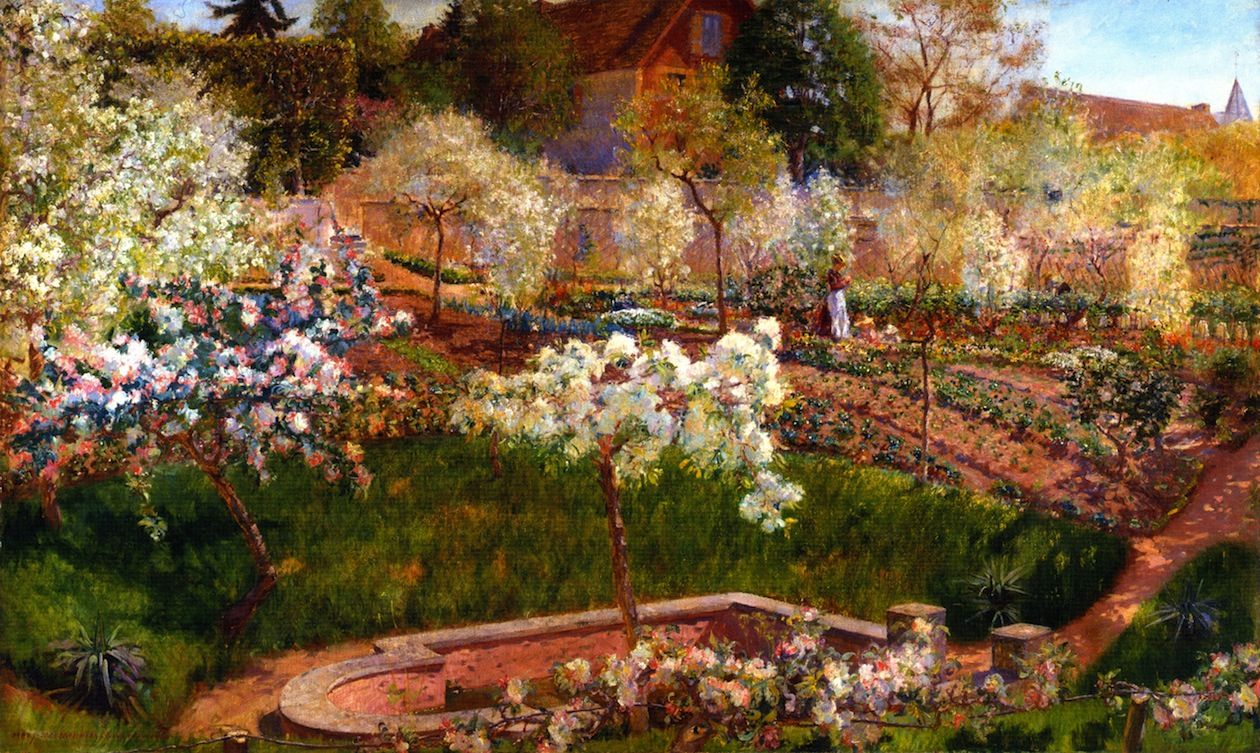
ノルマンディの花盛りの季節